# El Siglo de las luces (novela)
El Siglo de las luces es una novela histórica del escritor cubano Alejo Carpentier publicada en 1962. Ambientada en la época de la Revolución francesa, pero desarrollada principalmente en la región del Caribe, tiene como figura principal al personaje de Víctor Hughes y se desenvuelve a través de las vivencias experimentadas por tres jóvenes, una pareja de hermanos y su primo, quienes son los verdaderos protagonistas de la novela. Según el autor, Víctor Hughes fue un personaje real que fue enviado al Caribe a expandir los límites de la revolución y terminó transformándose en un déspota que logró cierta autonomía política respecto de Francia.

## Argumento
La novela abunda en peripecias cuyo marco histórico lo proporciona la dramática década final del siglo XVIII.
El hilo conductor: los ecos de la Revolución Francesa en el Caribe. Los escenarios principales de la narración son el ámbito caribeño y la Francia revolucionaria; secundariamente, en el brinco temporal que conduce al desenlace, el Madrid que ha presenciado los tumultos de mayo de 1808.
Todo comienza en La Habana, en torno de 1790. Un acaudalado comerciante criollo acaba de fallecer, dejando en la orfandad a sus hijos adolescentes, Sofía y Carlos, quienes se recluyen en la casona familiar en señal de duelo. Con ellos vive su primo Esteban, huérfano desde temprana edad, también adolescente y un verdadero hermano para ambos. La reclusión deviene gradualmente fiesta, al hacer de la casa un lugar encantado al margen del mundo; mundo del que, no obstante, se maravillan los chicos a través de los libros.
Cierto día irrumpe un francés de nombre Víctor Hughes, marsellés afincado en Saint-Domingue (la futura Haití). Desea hacer tratos con el dueño de casa, de cuya muerte obviamente no está informado. Superada la decepción, el francés se revela un prodigioso compañero de juegos y un gran contador de historias; parece un prestidigitador que no acabara de sacarse cosas de la manga. Para mayor admiración de sus nuevos amigos, proporciona al enfermizo Esteban el auxilio providencial del doctor Ogé, mulato y amigo del marsellés. Pero Víctor y Ogé son francmasones y extranjeros, doble motivo de sospecha para las autoridades locales; deben huir de Cuba. Los vaivenes de su fuga arrastran a Sofía y Esteban, quienes se ven abocados a un Caribe convulsionado por la proliferación de ideas revolucionarias y la revuelta de los negros en Saint-Domingue. Los acontecimientos llevan a Víctor y Esteban al otro lado del océano, a una Francia en plena revolución que ya ha dado al mundo, un tiempo atrás, noticias tan pasmosas como el intento de fuga del rey y su captura en Varennes (junio de 1791). He aquí que Victor Hugues hace su entrada en la historia, pues volverá al Caribe oficialmente investido de poderes. Esteban será testigo de su encumbramiento y de su degradación, y mucho padecerán sus juveniles entusiasmos. No menos severo será el impacto en Sofía, en quien la espera no ha hecho sino acrecentar el aura romántica, doblemente romántica en su caso, del marsellés.

## Interpretación y análisis
- Esta novela puede ser incluida dentro de la nueva novela histórica, expresión acuñada por el crítico literario Seymour Menton, pues la historia no está contada desde la perspectiva de los personajes que han tenido protagonismo histórico ni desde el punto de vista canónico establecido por la Historiografía, sino que el relato se construye desde la visión de personajes comunes y corrientes que no han sido registrados por la historia oficial. Es decir, la relación de los hechos se hace a partir de la voz del "otro", de quienes no aparecen en los registros históricos, y no desde la "voz oficial".

- La guillotina, elemento característico de la Revolución Francesa, participa activamente en esta novela pues aparece de manera constante a lo largo de ella, denominada simplemente la "Máquina".